# Донецкий пикинёрный полк
Доне́цкий пикинёрный полк — поселённый конный полк Российской армии, вооружённый пиками, саблями и карабинами, сформированный из пандурских поселённых полков и добровольцев из числа поселённых черкасов (казаков) и крестьян.
Пикинёрный полк 20-ти ротного состава сформированный в Новороссийской губернии и наименован Донецким в честь места расселения личного состава полка и жителей Славяносербии, по реке Северский Донец, в созданной губернии. Пикинёры были обязаны нести постоянную военную службу защищая Новороссию, от набегов османов и крымских татар. 28 июня 1783 года году пикинёрный полк вошёл в состав Павлоградского легкоконного.

## История

### Структура
Образован в 1764 году как Донецкий пикинёрный полк и поселён над Северским Донцом. В него вошли 5 крепостей (шанцев) бывшей Украинской линии: Белевская, Прасковейская, Петровская, Козловская и Ряжская. Также в него вошли 5 сотен, подданных от Малороссийских казаков: Нехворощанская, Маяцкая, Царичанская, Китайгородская и Орельская. Административно полк входил в состав Екатерининской провинции Новороссийской губернии вместе с Днепровским пикинёрным полком и поселениями Водолаг. Билевская крепость Донецкого полка была одновременно и центром Екатерининской провинции. В состав Донецкого полка, в частности, входили роты-поселения Билевская, Козловская, Ряжская, Нехворощанская, Маяцкая, Китайгородская, Царичанская, Орлицкая, Прасковейская и Петровская.
Четверть каждой роты Донецкого полка составляли пешие стрелки-фузилёры. Остальная часть — конные пикинёры, вооружённые пиками, саблями и карабинами.

### Служба
В полку служили бывшие военнослужащие гусарских полков Славяносербии приглашённые на пограничную службу русским государем из Австрийской империи и днепровские казаки. С 1768 года по 1774 год полк участвовал в русско-турецкой войне в действующей армии П. А. Румянцева, отличившись в 1770 году при взятии Бендер. 24 декабря 1776 года полк был переименован в Екатеринославский, а 28 августа 1783 года был расформирован. Его личный состав был переведён в Павлоградский легкоконный полк.

## Форма и знаки различия
При обмундировании пикинёров полку было установлено голубое приборное сукно и чёрный кушак. Сама форма представляла изначально собой упрощённую гусарскую форму: высокие шапки, куртки-венгерки, чакчиры, украшенные шнуром. Офицеры не носили пики. После образования Полтавского и Херсонского полков форма пикинёров стала походить немного на запорожскую: туда внедрили черкески, полукафтаны, шаровары и четырёхугольные шапки. У офицеров появились белый кафтан, чакчиры и шляпа.

## Знамённый герб
По заданию Военной коллегии, в 1775 году, был составлен новый (по сравнению со Знаменным гербовником Миниха) знаменный гербовник. Основную работу по составлению гербовника взял на себя герольдмейстер князь М. М. Щербатов. Поэтому гербовник получил в литературе название «Гербовник Щербатова». В Гербовнике содержались изображения 35 гербов для знамён новых русских полков, в том числе и «Донецкого». В 1776 году был назначен герб для полка: «голубой щит, разделенный на двое, белой полосою, означающею реку Донец; в верхней части изображены накрест лежащия, сабли и копье, а в нижней — кисть краснаго винограда, с зелёным листом».

## Командир
Полковой полевой командир (командир полка):
- И. М. Синельников, майор[3];